# Prima Lega 1958-1959 (calcio)
La Prima Lega 1958-1959, campionato svizzero di terza serie, si concluse con la vittoria del Langenthal.

## Regolamento
Scopo del torneo è quello di ottenere due promozioni e quattro retrocessioni.
Torneo svolto in due fasi: la prima fase vede le 36 squadre partecipanti suddivise, con criterio regionale, in tre gironi composti da 12 squadre ciascuno, in cui le prime classificate di ogni girone, si affrontano nella fase finale, in un mini torneo a tre, per stabilire le due squadre promosse in Lega Nazionale B. Le ultime tre squadre di ciascun girone vengono retrocesse direttamente in Seconda Lega. Per stabilire la quarta retrocessione si ricorre (fase finale) ad un mini torneo a tre, in cui partecipano le squadre penultime classificate di ogni girone. La prima fase vede le squadre impegnate in gare di andata e ritorno, mentre la fase finale prevede incontri in gare unica.

## Girone ovest

### Classifica finale
|  | Pos. | Squadra          | Pt | G  | V  | N | P  | GF | GS | DR  |
|  | ---- | ---------------- | -- | -- | -- | - | -- | -- | -- | --- |
|  | 1.   | Langenthal       | 30 | 22 | 12 | 6 | 4  | 50 | 30 | +20 |
|  | 2.   | Malley           | 28 | 22 | 11 | 6 | 5  | 50 | 40 | +10 |
|  | 3.   | Stade Payerne    | 25 | 22 | 9  | 7 | 6  | 48 | 40 | +8  |
|  | 4.   | Versoix          | 25 | 22 | 10 | 5 | 7  | 46 | 43 | +3  |
|  | 5.   | Burgdorf         | 24 | 22 | 10 | 4 | 8  | 53 | 37 | +16 |
|  | 6.   | Monthey          | 23 | 22 | 10 | 3 | 9  | 38 | 40 | -2  |
|  | 7.   | Forward Morges   | 22 | 22 | 7  | 8 | 7  | 42 | 36 | +6  |
|  | 8.   | Martigny         | 22 | 22 | 7  | 8 | 7  | 31 | 33 | -2  |
|  | 9.   | Bienne-Boujean   | 20 | 22 | 7  | 6 | 9  | 28 | 29 | -1  |
|  | 10.  | Sierre           | 20 | 22 | 8  | 4 | 10 | 28 | 39 | -11 |
|  | 11.  | Derendingen      | 16 | 22 | 6  | 4 | 12 | 26 | 40 | -14 |
|  | 12.  | Central Friburgo | 9  | 22 | 3  | 3 | 16 | 33 | 66 | -33 |

Legenda:

      Ammessa alla fase finale per la promozione in Lega Nazionale B 1959-1960.

      Ammessa alla fase finale per la retrocessione in Seconda Lega 1959-1960.

      Retrocessa in Seconda Lega 1959-1960.

Note:
Due punti a vittoria, uno a pareggio, zero a sconfitta.

## Girone centrale

### Classifica finale
|  | Pos. | Squadra          | Pt | G  | V  | N | P  | GF | GS | DR  |
|  | ---- | ---------------- | -- | -- | -- | - | -- | -- | -- | --- |
|  | 1.   | Moutier          | 30 | 22 | 12 | 6 | 4  | 55 | 29 | +26 |
|  | 2.   | Dietikon         | 28 | 22 | 12 | 4 | 6  | 51 | 33 | +18 |
|  | 3.   | Nordstern        | 25 | 22 | 11 | 3 | 8  | 54 | 38 | +16 |
|  | 4.   | Bassecourt       | 24 | 22 | 10 | 4 | 8  | 37 | 37 | 0   |
|  | 5.   | Baden            | 23 | 22 | 9  | 5 | 8  | 36 | 35 | +1  |
|  | 6.   | Delémont         | 23 | 22 | 9  | 5 | 8  | 39 | 40 | -1  |
|  | 7.   | Alle             | 21 | 22 | 7  | 7 | 8  | 34 | 36 | -2  |
|  | 8.   | Old Boys Basilea | 20 | 22 | 7  | 6 | 9  | 27 | 42 | -15 |
|  | 9.   | Porrentruy       | 19 | 22 | 7  | 5 | 10 | 34 | 40 | -6  |
|  | 10.  | Emmenbrücke      | 19 | 22 | 8  | 3 | 11 | 35 | 45 | -10 |
|  | 11.  | Olten            | 17 | 22 | 6  | 5 | 11 | 34 | 39 | -5  |
|  | 12.  | Kleinhüningen    | 15 | 22 | 5  | 5 | 12 | 32 | 54 | -22 |

Legenda:

      Ammessa alla fase finale per la promozione in Lega Nazionale B 1959-1960.

      Ammessa alla fase finale per la retrocessione in Seconda Lega 1959-1960.

      Retrocessa in Seconda Lega 1959-1960.

Note:
Due punti a vittoria, uno a pareggio, zero a sconfitta.

## Girone est

### Classifica finale
|  | Pos. | Squadra           | Pt | G  | V  | N | P  | GF | GS | DR  |
|  | ---- | ----------------- | -- | -- | -- | - | -- | -- | -- | --- |
|  | 1.   | Brühl             | 33 | 22 | 15 | 3 | 4  | 54 | 26 | +28 |
|  | 2.   | Blue Stars Zurigo | 32 | 22 | 13 | 6 | 3  | 53 | 27 | +26 |
|  | 3.   | San Gallo         | 28 | 22 | 10 | 8 | 4  | 45 | 19 | +26 |
|  | 4.   | Bodio             | 21 | 22 | 7  | 7 | 8  | 34 | 31 | +3  |
|  | 5.   | Locarno           | 21 | 22 | 6  | 9 | 7  | 36 | 37 | -1  |
|  | 6.   | Wil               | 21 | 22 | 7  | 7 | 8  | 29 | 35 | -6  |
|  | 7.   | Mendrisio         | 21 | 22 | 8  | 5 | 9  | 32 | 42 | -10 |
|  | 8.   | Red Star          | 20 | 22 | 8  | 4 | 10 | 46 | 45 | +1  |
|  | 9.   | Rapid Lugano      | 19 | 22 | 6  | 7 | 9  | 26 | 30 | -4  |
|  | 10.  | Solduno           | 18 | 22 | 7  | 4 | 11 | 26 | 48 | -22 |
|  | 11.  | Pro Daro          | 16 | 22 | 6  | 4 | 12 | 23 | 38 | -15 |
|  | 12.  | Uster             | 14 | 22 | 4  | 6 | 12 | 18 | 44 | -26 |

Legenda:

      Ammessa alla fase finale per la promozione in Lega Nazionale B 1959-1960.

      Ammessa alla fase finale per la retrocessione in Seconda Lega 1959-1960.

      Retrocessa in Seconda Lega 1959-1960.

Note:
Due punti a vittoria, uno a pareggio, zero a sconfitta.

## Finali per la promozione in LNB
| giugno 1959 | Brühl | 5 - 2 | Langenthal | San Gallo |
| giugno 1959 |       |       |            | San Gallo |

| giugno 1959 | Moutier | 2 - 1 | Brühl | Moutier |
| giugno 1959 |         |       |       | Moutier |

| giugno 1959 | Langenthal | 3 - 2 | Moutier | Langenthal |
| giugno 1959 |            |       |         | Langenthal |

## Ripetizione Finali per la promozione in LNB[1]
| giugno 1959 | Langenthal | 1 - 0 | Brühl | Langenthal |
| giugno 1959 |            |       |       | Langenthal |

| giugno 1959 | Brühl | 1 - 0 | Moutier | San Gallo |
| giugno 1959 |       |       |         | San Gallo |

| giugno 1959 | Moutier | 0 - 2 | Langenthal | Moutier |
| giugno 1959 |         |       |            | Moutier |

## Finali per la retrocessione in Seconda Lega
| giugno 1959 | Derendingen | 3 - 0 | Pro Daro | Derendingen |
| giugno 1959 |             |       |          | Derendingen |

| luglio 1959 | Pro Daro | 1 - 5 | Olten | Bellinzona |
| luglio 1959 |          |       |       | Bellinzona |

| -- | Olten | - - - | Derendingen | - |
| -- |       |       |             | - |

## Verdetti Finali
- FC Langenthal vincitore del torneo.
- FC Langenthal e SC Brühl di San Gallo promosse in Lega Nazionale B
- Pro Daro, FC Uster, SC Kleinhüningen e Central Fribourg retrocesse in Seconda Lega.